# Landkreis Sächsische Schweiz-Osterzgebirge
Landkreis Sächsische Schweiz-Osterzgebirge är ett distrikt i det tyska förbundslandet Sachsen. Distriktet bildades den 1 augusti 2008 genom sammanslagning av de tidigare distrikten Sächsische Schweiz och Weißeritzkreis.
Till Landkreis Sächsische Schweiz-Osterzgebirge ansluter i norr distriktena Bautzen och Meißen samt staden Dresden, i väst distriktet Mittelsachsen samt i syd och öst Tjeckien.

## Administrativ indelning
I förvaltningsrättslig mening finns i modern tid ingen skillnad mellan begreppet Stadt (stad) gentemot Gemeinde (kommun). Följande städer och Gemeinden ligger i Landkreis Nordsachsen: 

### Städer
| - Altenberg - Bad Gottleuba-Berggießhübel - Bad Schandau - Dippoldiswalde - Dohna | - Freital - Glashütte - Heidenau - Hohnstein - Königstein/Sächs. Schw. | - Liebstadt - Neustadt in Sachsen - Pirna - Rabenau - Sebnitz | - Stadt Wehlen - Stolpen - Tharandt - Wilsdruff |

### Kommuner
| - Bahretal - Bannewitz - Dohma - Dorfhain - Dürrröhrsdorf-Dittersbach | - Gohrisch - Hartmannsdorf-Reichenau - Hermsdorf/Erzgeb. - Klingenberg | - Kreischa - Lohmen - Müglitztal - Rathen | - Rathmannsdorf - Reinhardtsdorf-Schöna - Rosenthal-Bielatal - Struppen |